# Арабска енциклопедия
Арабска енциклопедия (на арабски: الموسوعة العربية) е енциклопедия в 24 тома на арабски език. През 1953 г. Сирия предлага проекта на Арабската лига, която приема резолюция за създаване на „Арабската енциклопедия“. Друго предложение за „Арабска енциклопедия“ е подадено в Арабската лига през 1961 г. Проектът обаче не е осъществен по неустановена причина. Сирия приема резолюция за създаване на „Институт на арабската енциклопедия“ (IAE) (на арабски: هيئة الموسوعة العربية) през 1981 г., който издава първото издание на енциклопедията през 1998 г. в Дамаск, Сирия. През 2016 г. стартира официалният уебсайт, който позволява безплатен достъп до всички записи на енциклопедията.